# Yaoundé
Yaoundé és la capital del Camerun i la segona ciutat més poblada del país (1.430.000 habitants el 2004) després de Douala. Està situada al centre de l'estat camerunès i a uns 750 metres sobre el nivell del mar, damunt un seguit de turons dominats pel mont Fébé (1.060 m). És també la capital de la província del Centre.
El lloc avançat d'Epsumb o Jeundo es va fundar entre els rius Nyong i Sanaga a la vora nord dels boscos de la zona el 1887 per exploradors alemanys com a base comercial de cautxú i ivori. El 1895 es va construir una guarnició militar que va permetre una major colonització. Després de la derrota de l'Alemanya Imperial a la Primera Guerra Mundial, França va tenir com a mandat el Camerun oriental i Yaoundé va ser escollida per convertir-se en la capital de la colònia el 1922.
Douala va continuar sent l'assentament més important, però Yaoundé va veure un ràpid creixement i va continuar com a seu del govern de la República del Camerun després de la seva independència el 1960. La major part de l'economia de Yaoundé encara se centra en l'estructura administrativa, però les principals indústries de Yaoundé inclouen el tabac, els productes lactis, la cervesa, l'argila, els productes de vidre i la fusta. La ciutat té molts monuments i edificis sorprenents, com ara el Palau Presidencial i el Palau de Congressos.

## Història
Yaoundé fou fundada el 1888 per comerciants alemanys com a base per al comerç de l'ivori i com a estació de recerca agrícola. Fou ocupada per tropes belgues durant la Primera Guerra Mundial i, un cop acabada la guerra, va esdevenir la capital del Camerun Francès. Arran de la consecució de la independència, ha continuat essent capital de la República del Camerun.

## Economia
La major part de l'economia de Yaoundé se centra en l'estructura administrativa de la funció pública i els serveis diplomàtics. A causa d'aquestes estructures centrals d'alt perfil, Yaoundé té un nivell de vida i seguretat més alt que la resta del Camerun.
Les indústries principals radicades a la ciutat inclouen la manufactura de cigarrets, productes làctics, cervesa, productes d'argila i vidre, i fusta. Yaoundé és un centre regional per a l'intercanvi de cafè, cacau, copra, canya de sucre i cautxú.
Els residents locals es dediquen a l'agricultura urbana. Es calcula que la ciutat té "50.000 porcs i més d'un milió de gallines".

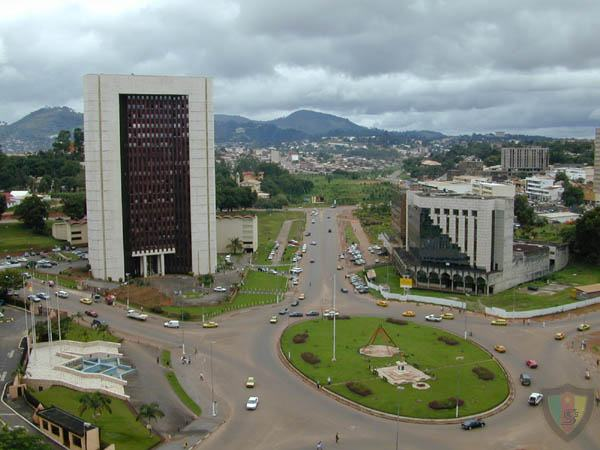
Una rotonda prop de la Place du 20 Mai

L'any 2010, sota l'alcalde Jean Claude Adjessa Melingui, Yaoundé va iniciar un projecte de reducció d'inundacions, el Pla director de sanejament de la ciutat de Yaoundé, per fer front a "inundacions greus [que] pertorbaven la ciutat de 15 a 20 vegades l'any, afectant fins a 100.000 persones a la vegada." Després de quatre anys, la freqüència de les inundacions s'havia reduït de quinze a tres vegades l'any, i els casos de malalties transmeses per l'aigua com la tifoide i la malària es van reduir gairebé a la meitat. Tot i que Melingu va morir el 2013, els funcionaris locals continuen amb els seus esforços per transformar la ciutat. Les millores contínues a la infraestructura de sanejament s'estan duent a terme en virtut d'un "pla de 152 milions de dòlars, finançat en gran part amb préstecs, principalment del Banc Africà del Desenvolupament i l'Agència Francesa de Desenvolupament, que s'ha programat per finalitzar el 2017.
Malgrat els problemes de seguretat i les crisis humanitàries que han afectat la nació centreafricana, la seva economia es manté estable. De fet, hi ha una diversificació de les seves activitats econòmiques productives, amb el sector serveis aportant aproximadament la meitat de la producció nacional total. Tanmateix, com molts països africans, el Camerun ha patit des de fa temps la corrupció, que domina gairebé tots els sectors, especialment a la capital. Els ingressos del petroli, el gas i la mineria es reporten poques vegades, la qual cosa implica un empelt massiu. A més, hi ha una protecció feble de la propietat real i intel·lectual, i el sistema judicial és vulnerable a la manipulació política.
Segons dades de l'Ajuntament de Yaoundé, més de 130 inundacions van afectar la ciutat entre 1980 i 2014, causant pèrdues massives de vides i danys econòmics. No obstant això, s'ha produït una reducció de les inundacions a la ciutat des de l'establiment d'un pla director de sanejament per abordar el problema. Una altra mesura va ser la reubicació de les persones que vivien al llarg de les vies de drenatge i en zones inundables baixes.

## Arquitectura
El centre de la ciutat acull oficines governamentals, alguns hotels i el mercat central. El districte de Bastos, amb la majoria d'habitatges propietat de camerunesos, acull les ambaixades estrangeres i les comunitats europees, americanes i d'altres continents d'expatriats (principalment del cos diplomàtic). El palau presidencial i el recinte es troben al districte d'Etoudi.
També es troben a Yaoundé:
- el Monument de la Reunificació
- Palau de l'Esport (Palais des Sports)
- Palau de Congressos

Hi ha un petit zoològic al barri de Mvog-Betsi. Yaoundé té un petit assortiment de pubs, discoteques i restaurants.

Monument i estàtua de la Reunificació

A poca distància de Yaoundé hi ha l'ONG Ape Action Africa, que rescata i rehabilita els grans simis amenaçats d'extinció pel comerç il·legal de carn de bosc i la desforestació.

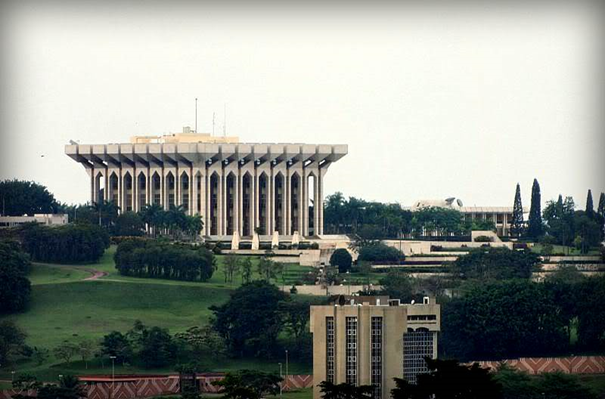
Palau de la Unitat de Yaoundé - Presidència del Camerun
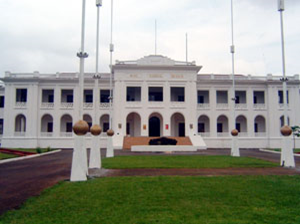
Museu Nacional del Camerun
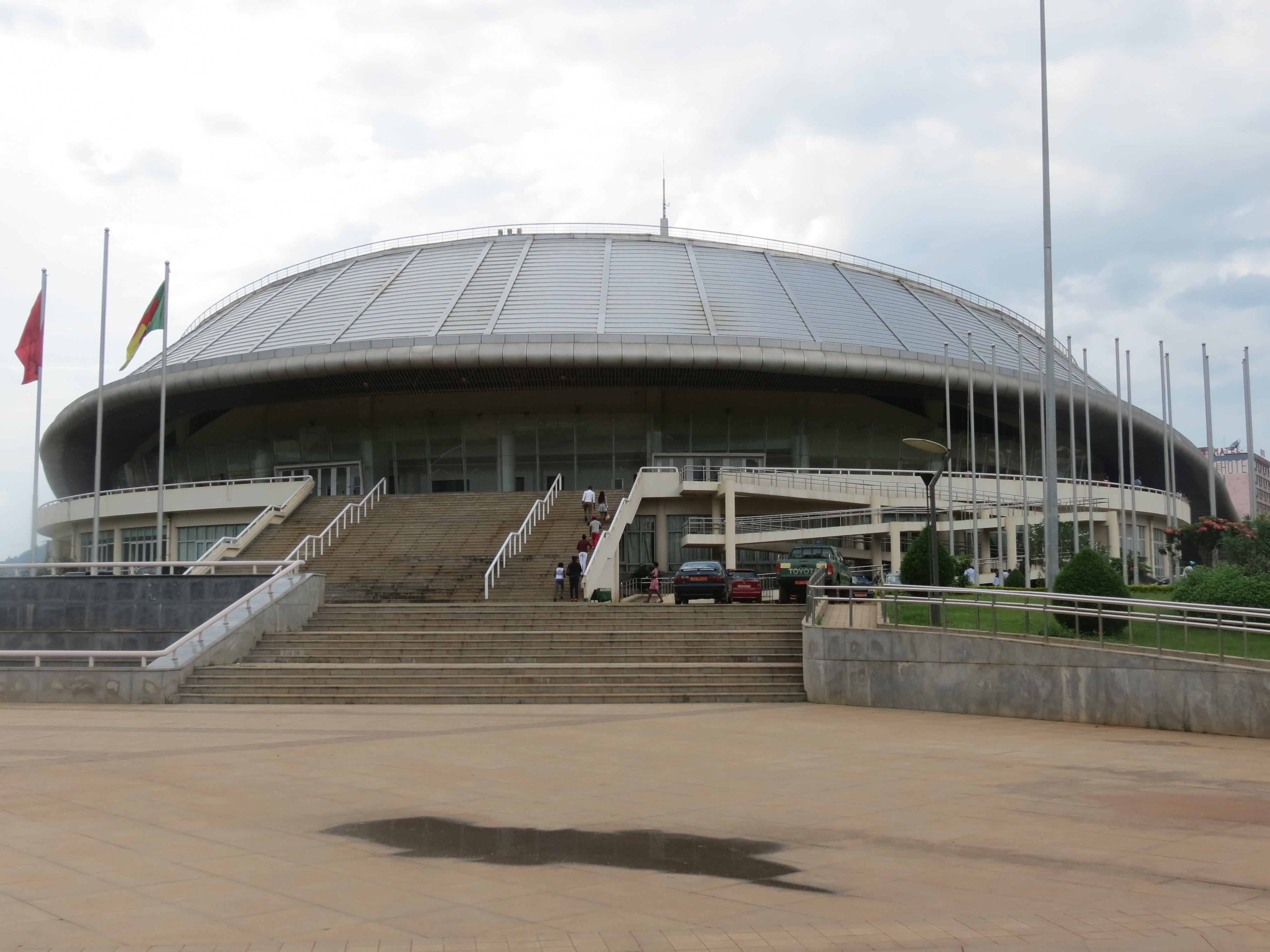
Palau esportiu de Yaoundé
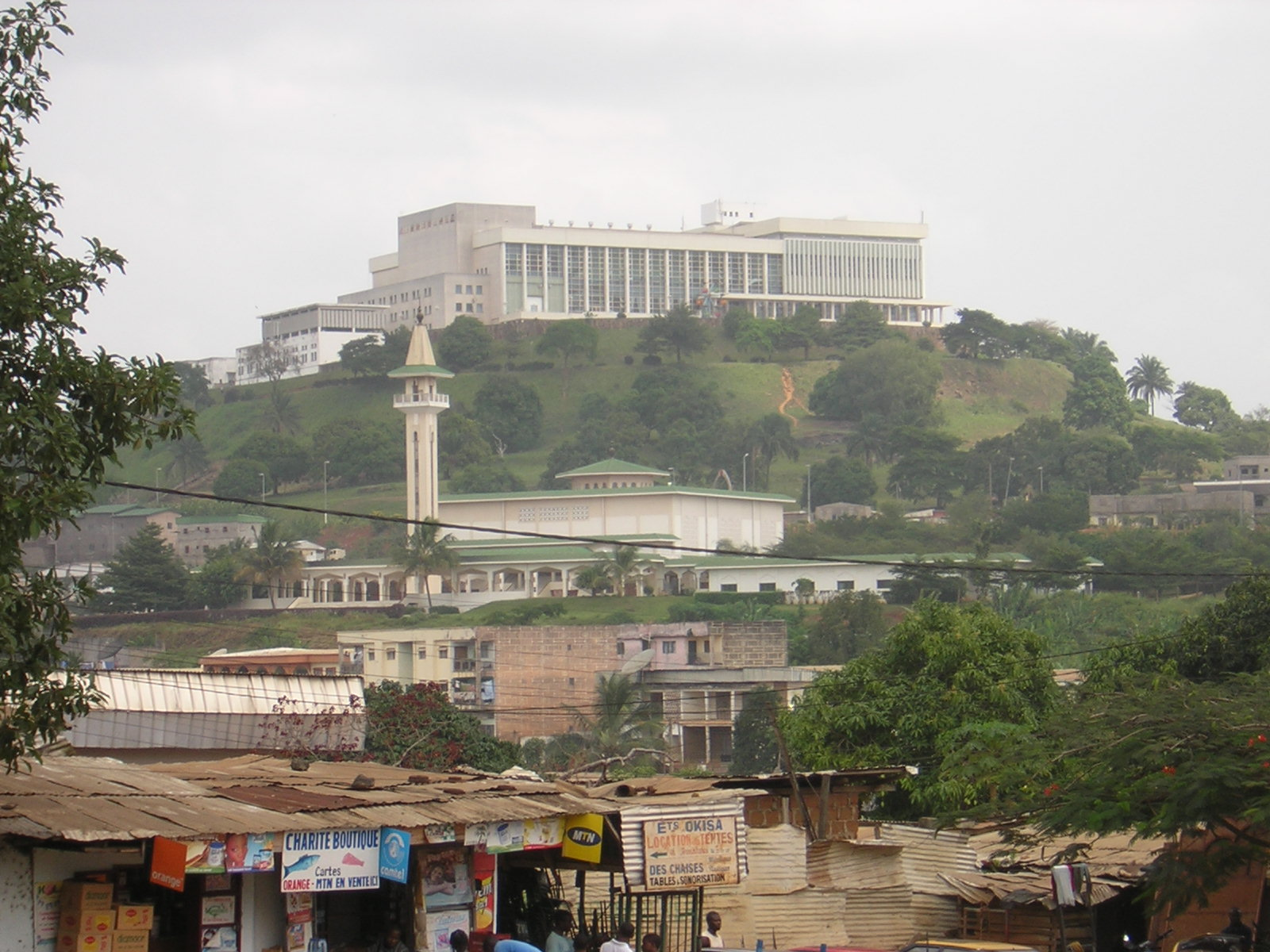
Palau de Congressos
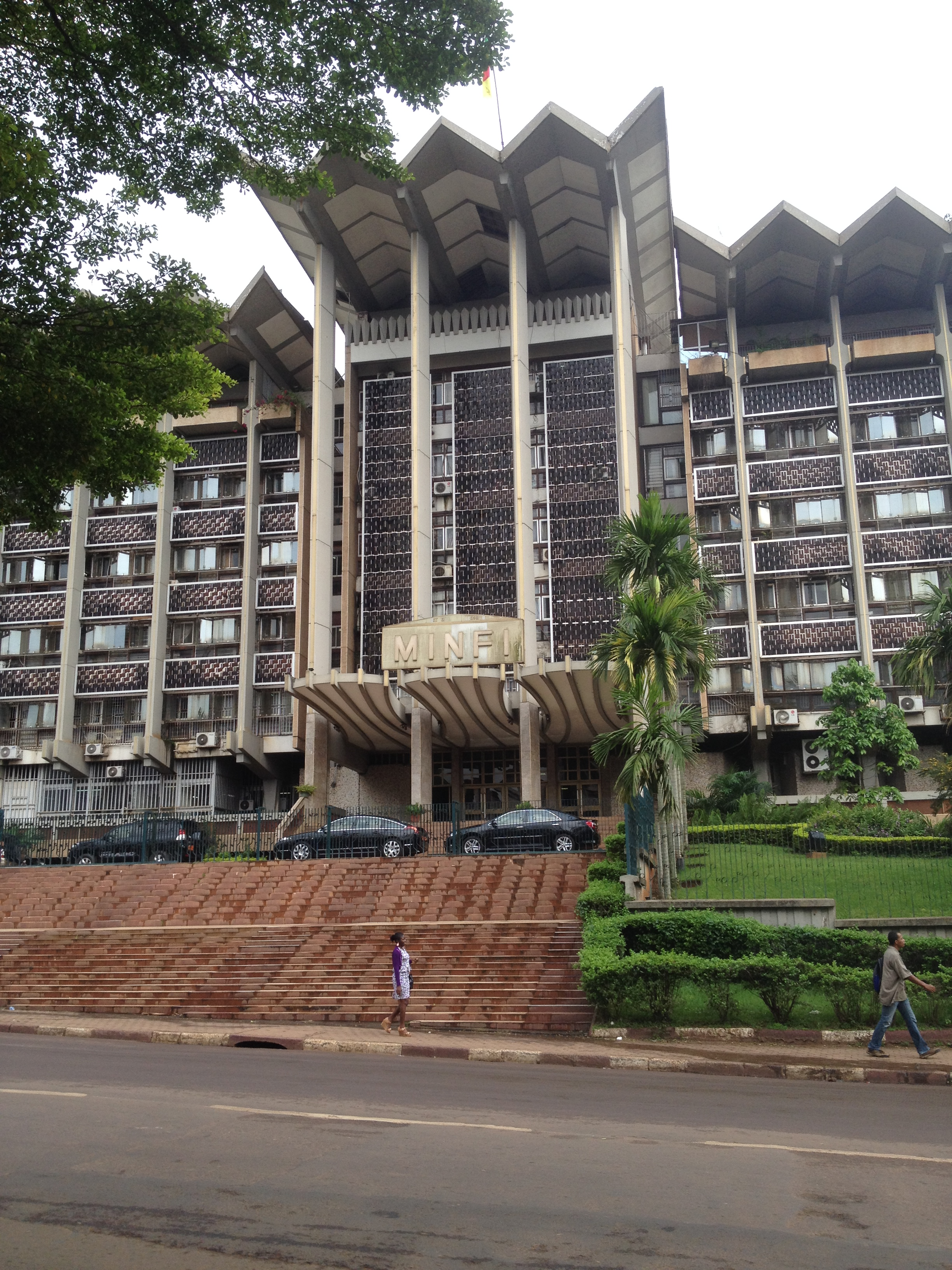
El Ministeri d'Hisenda
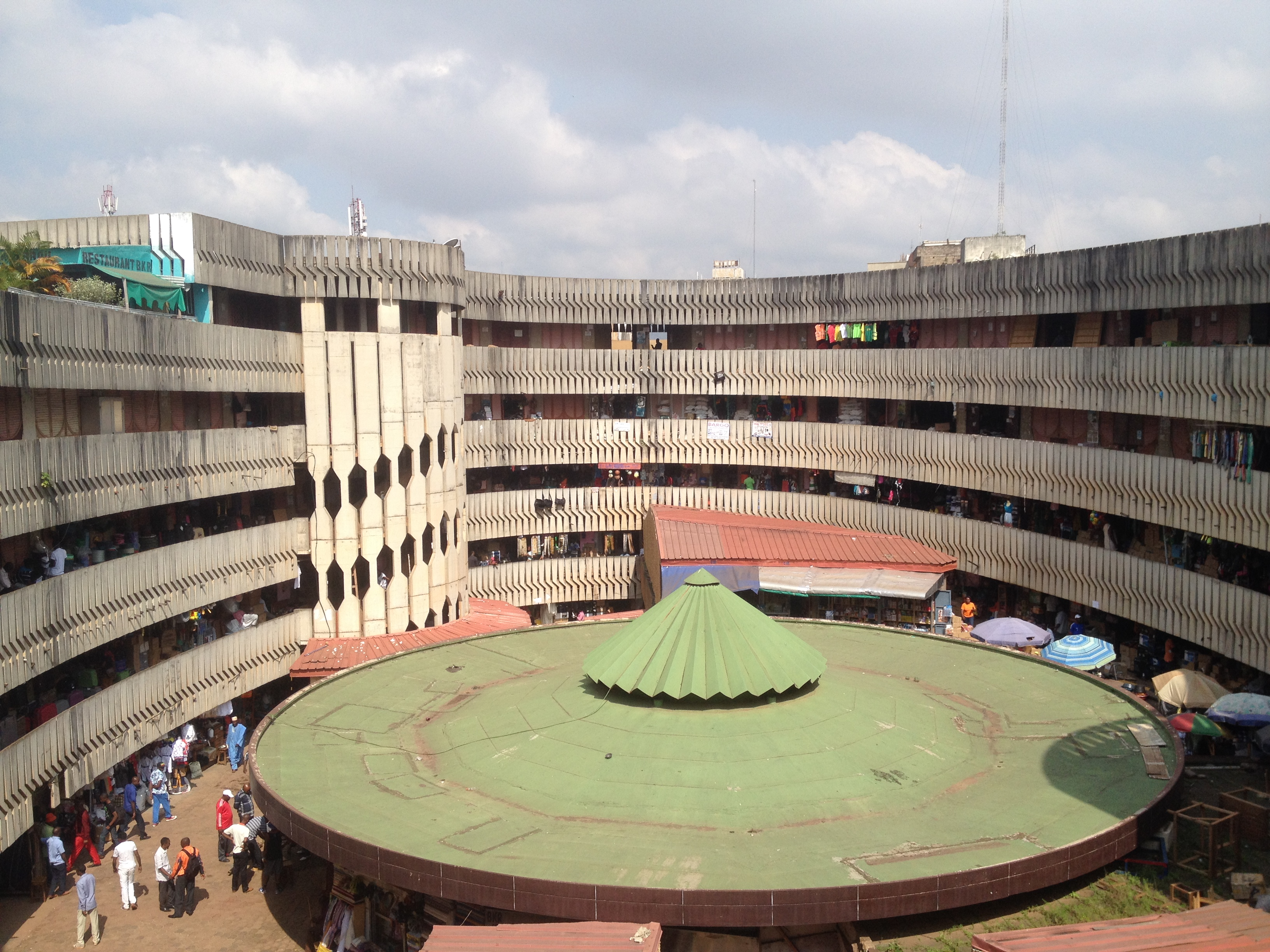
El Mercat Central
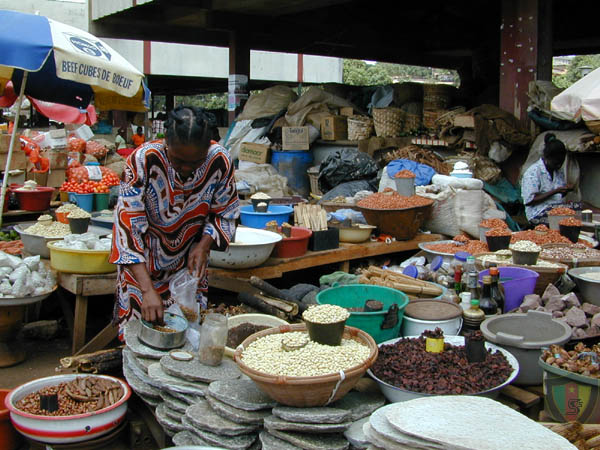
Mercat de Mfoundi
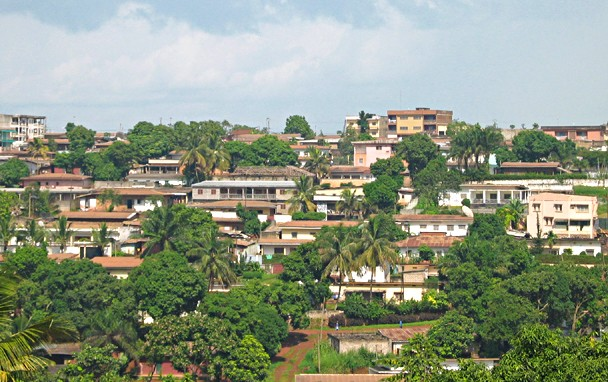
Vista d'un suburbi de Yaoundé
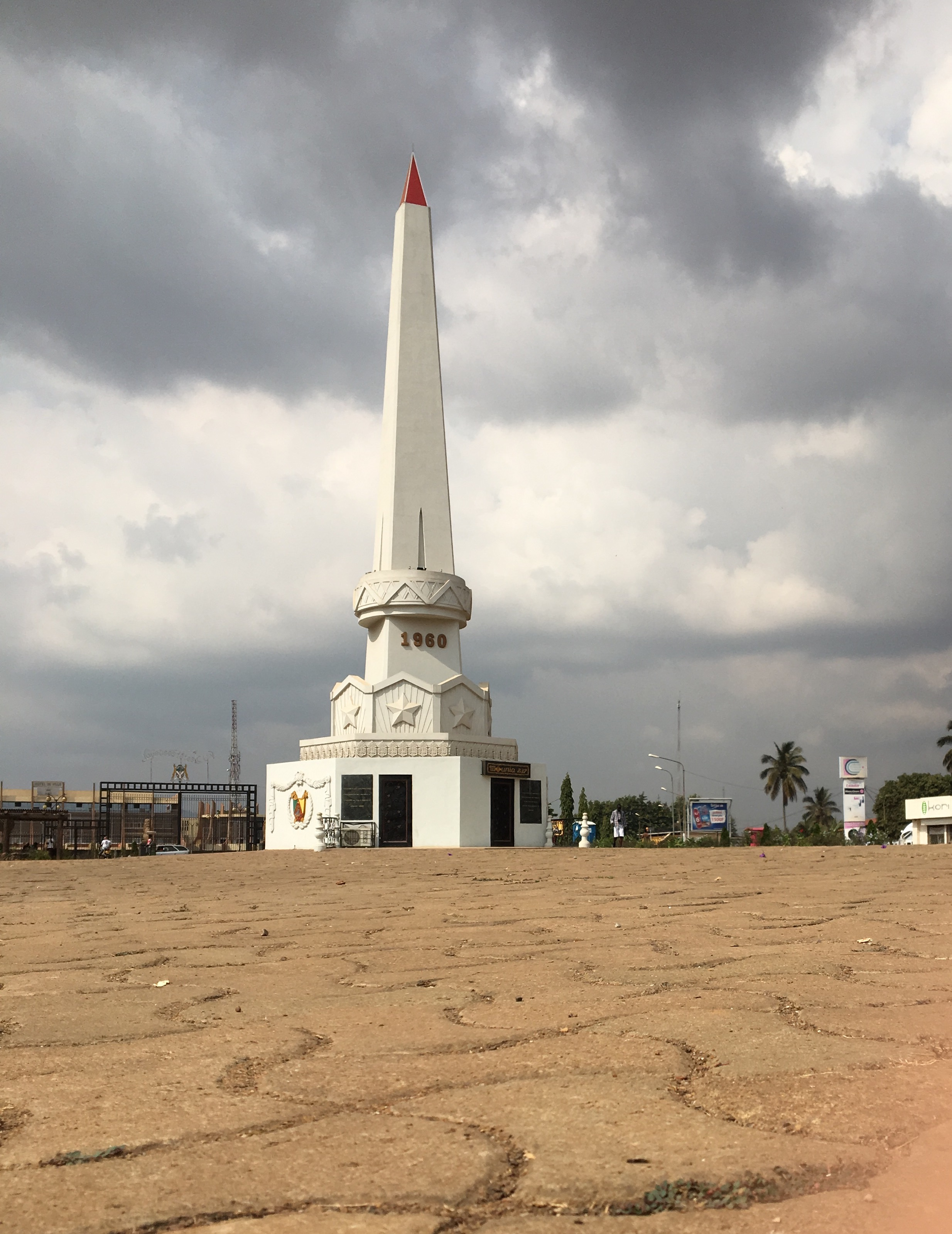
Plaça de la Independència del Camerun

## Cultura
- el Museu d'Art del Camerun (situat en un antic monestir benedictí)
- el Museu Nacional del Camerun (situat a l'antic palau presidencial)
- el Museu Blackitude
- el Museu Afhemi
- El llac municipal de Yaoundé
- El parc botànic del zoològic de Mvog-Betsi
- El Centre de Congressos de Tsinga

## Llocs de culte

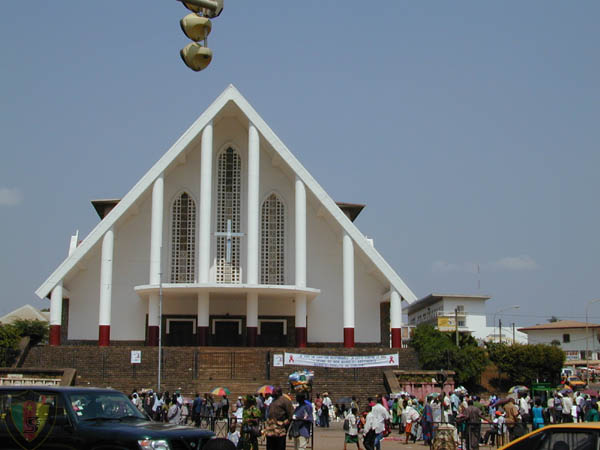
Catedral de la Mare de Déu de les Victòries, Yaoundé

Els llocs de culte de la ciutat són predominantment esglésies cristianes: Arxidiòcesi Catòlica Romana de Yaoundé (Església Catòlica), Christian Missionary Fellowship International and Associated Churches (Pentecostal), Església Evangèlica del Camerun (Comunió Mundial de les Esglésies Reformades), Església Presbiteriana del Camerun (Comunió Mundial d'Esglésies Reformades), Unió d'Esglésies Baptistes al Camerun (Aliança Mundial Baptista), Full Gospel Mission Camerun (Assemblees de Déu). També hi ha mesquites musulmanes.

## Clima
Yaoundé presenta un Clima de la sabana (Aw), amb temperatures constants durant tot l'any. Tanmateix, principalment a causa de l'altitud, les temperatures no són tan calentes com s'esperaria per a una ciutat situada a prop de l'equador. Yaoundé compta amb una llarga estació humida, que cobreix un període de deu mesos entre març i novembre. No obstant això, s'observa una notable disminució de les precipitacions dins l'estació humida, observada durant els mesos de juliol i agost, gairebé donant l'aspecte de la ciutat de tenir dues estacions de pluges separades. És degut principalment a la relativa calma de les precipitacions durant aquests dos mesos que Yaoundé presenta un clima tropical humit i sec, a diferència d'un clima monsònic tropical.

## La ciutat avui
És una ciutat molt disseminada anàrquicament en diversos barris, separats entre ells per grans masses de vegetació i per cultius. El centre urbà hostatja els edificis governatius, alguns grans hotels i el mercat central. Al barri de Bastos hi ha les ambaixades estrangeres i una important comunitat flotant d'origen europeu, formada majoritàriament pel cos diplomàtic. Les atraccions principals de la ciutat són el Museu d'Art del Camerun (situat en un monestir benedictí), el Museu Nacional del Camerun (situat a l'antic palau presidencial) i el Museu Afhemi. Al barri de Mvog-Betsi hi ha un petit zoològic. La ciutat té un aeroport internacional i una estació de ferrocarril amb línies en direcció a Douala i N'Gaoundéré. Hi operen diverses companyies d'autobusos, sobretot als barris de Nsam i Mvan. Hi ha cotxes de línia freqüents que circulen per l'autovia entre Yaoundé i Douala.
La ciutat té un bon nombre de mercats, entre els quals destaca el de Mokolo. Al centre urbà també hi ha un gran supermercat, l'Score. L'equip nacional de futbol juga sovint a l'estadi Ahmadou Ahidjo o Omnisport. La ciutat també és la seu de diverses universitats, com les de Yaoundé I, Yaounde II (que té el campus fora de la ciutat) i la Universitat Catòlica de l'Àfrica Central (UCAC). El palau presidencial es troba al barri d'Etoudi.
Comparada amb la més càlida i atrafegada Douala, Yaoundé és més fresca i relativament més tranquil·la, amb una bona oferta de restaurants i locals nocturns, si bé el trànsit hi pot arribar a ser caòtic. La ciutat presenta alguns exemples d'arquitectura sorprenentment moderna, particularment alguns edificis dels ministeris.

## Transport

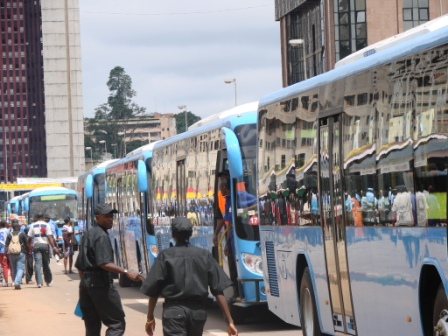
Autobusos a Yaoundé

L'aeroport internacional de Yaoundé Nsimalen és un important centre civil, mentre que l'aeroport de Yaoundé proper és utilitzat pels militars. Les línies de tren van a l'oest fins a la ciutat portuària de Douala i al nord fins a N'Gaoundéré. Moltes companyies d'autobusos operen des de la ciutat; particularment als districtes de Nsam i Mvan. Hi ha autobusos freqüents que circulen per la carretera entre Yaoundé i Douala, que ha estat testimoni de diversos accidents mortals. El temps de viatge per carretera entre Douala i Yaoundé és d'aproximadament 3 hores. El trànsit a la ciutat pot ser intens entre setmana, però és molt lleuger els caps de setmana. Yaoundé ha avançat considerablement en infraestructures, especialment en la construcció de carreteres.

## Educació
El Camerun és un país bilingüe, on l'anglès i el francès són llengües oficials; per tant a la ciutat hi ha una coexistència d'escoles del sistema educatiu francès, on la titulació que dona accés a la universitat és el Batxillerat, i tot l'ensenyament és en francès, i les escoles del sistema educatiu anglès, on la titulació que dona accés a la universitat és el GCE. Nivell avançat.
Hi ha tres escoles americanes al Camerun, l' American School of Yaounde (ASOY) i Rain Forest International School (RFIS) i l' American School of Douala (ASD). També hi ha una escola turca, The Amity College/School.
Yaoundé és la seu de diverses universitats: la Universitat de Yaoundé II (en un campus fora de la ciutat), la Universitat Protestant d'Àfrica Central (UPAC) i la Universitat Catòlica d'Àfrica Central (UCAC). Diverses de les escoles professionals del país també es troben a Yaoundé (escola de formació de professors superiors, École Militaire InterArmes du Cameroun), així com diverses escoles d'enginyers (Polytech), metges (CUSS), infermeres i diplomàtics.

## Esports

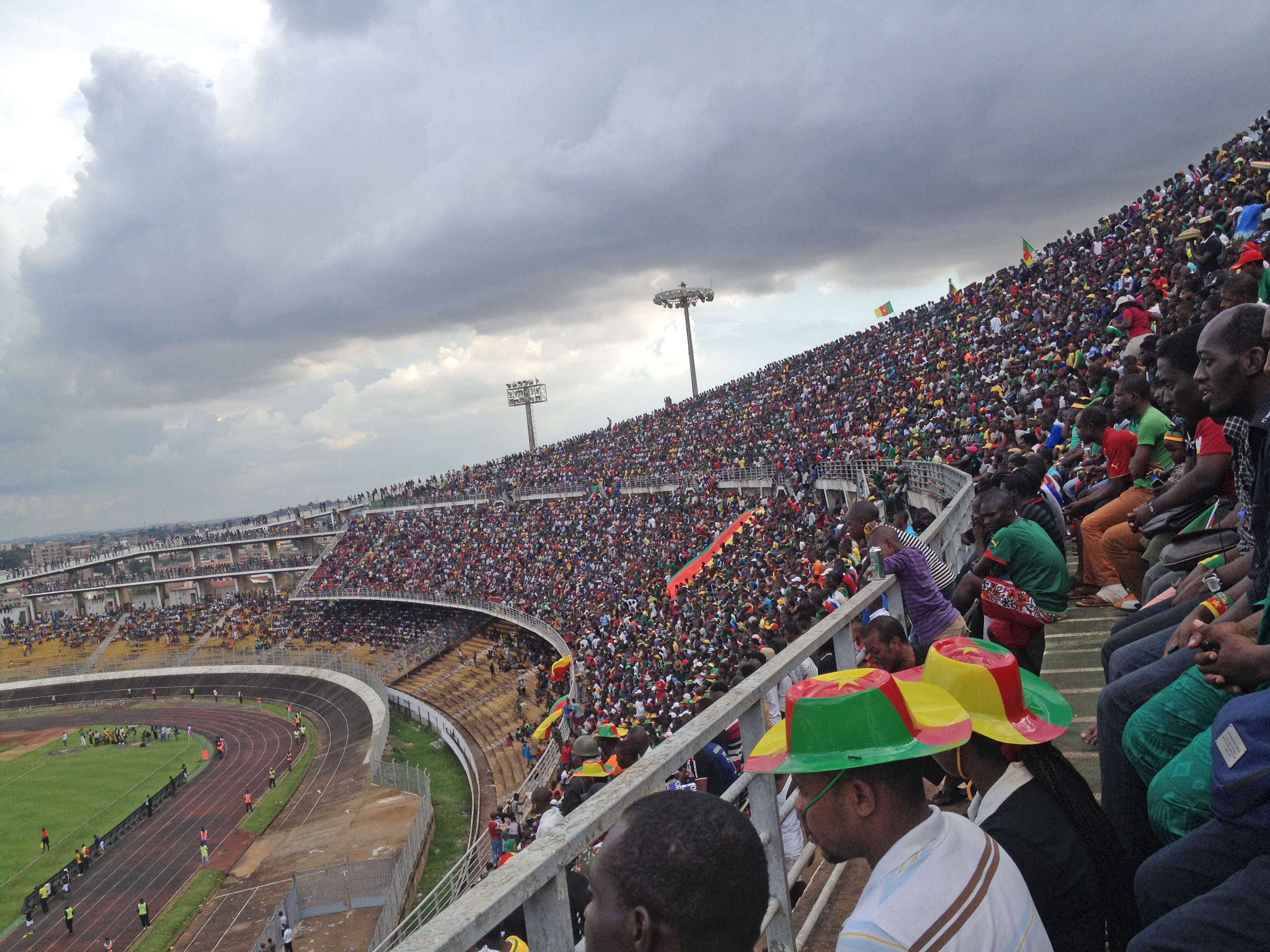
Estadi Ahmadou Ahidjo durant un partit

L'equip nacional de futbol juga alguns dels seus partits a casa a l'estadi Ahmadou Ahidjo i els clubs de futbol Canon Sportif de Yaoundé, Impôts FC i Tonnerre Kalara Club de Yaoundé tenen la seu a la ciutat. El Gran Premi Chantal Biya, un esdeveniment de curses de bicicletes de carretera masculí de l'UCI Africa Tour, comença i acaba a Yaoundé.
Yaoundé és també la base de l'Institut Nacional de la Joventut i l'Esport (INJS); aquesta escola forma treballadors del govern que s'encarregaran de l'esport a tot el país durant la seva carrera.
Joel Embiid, central dels Philadelphia 76ers, i Luc Mbah a Moute, davanter dels Los Angeles Clippers són de Yaoundé, així com Samuel Umtiti, futbolista de la selecció de França i del FC Barcelona, Breel Embolo, futbolista de l'AS Monaco FC i Vincent Aboubakar, futbolista del FC Porto.

## Persones notables
- Pierre Hervé Ateme Elanga, antic futbolista professional
- Jean-Pierre Bekolo, director de cinema
- Arnold Ebiketie, col·laborador exterior dels Atlanta Falcons
- Joel Embiid, jugador de bàsquet professional, Philadelphia 76ers
- Jeando Fuchs, futbolista professional del club anglès Peterborough United.
- Charles Minlend, jugador de bàsquet professional, MVP de la Premier League de bàsquet israeliana de 2003
- Francis Ngannou, campió de pes pesant de l'UFC

## Galeria

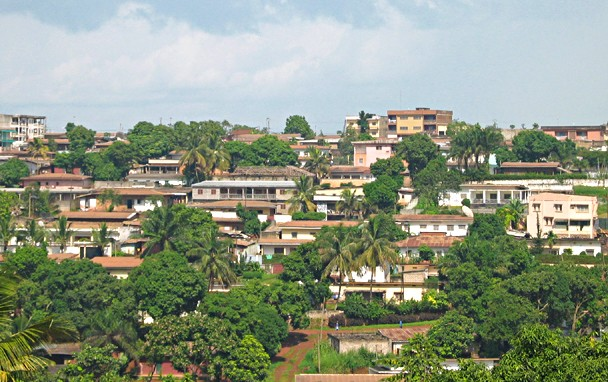
Vista de Yaoundé
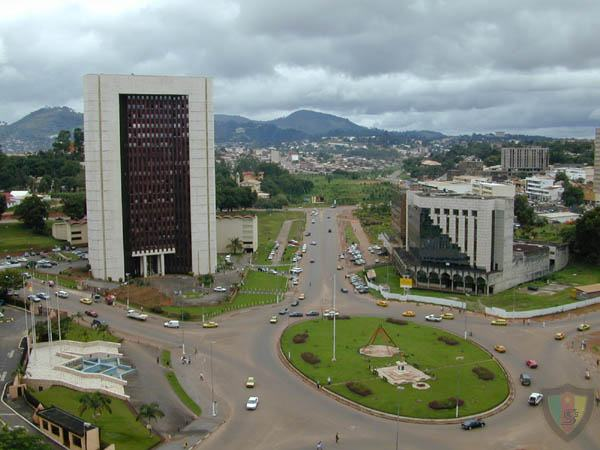
El centre de Yaoundé